# ボクブロック
ボクブロック株式会社(英: BOKUBLOCK INC.)は東京都千代田区に本社を置き、WEBサイト・モバイルサイトの構築やECサイトの構築、システムの開発を行うITサービス企業である。

## 概要
ECサイトの構築、WEBサイト・モバイルサイトのデザインや構築を主に行う。2008年4月には、釣り情報を集めたユーザー投稿型のサイト「ボクの釣果」をリリース。その後、QRコードに特化したアクセス解析・コンバージョン数・コンバージョン分析の測定を行うASPサービス「QRog（キュログ）」の提供を開始。最近では、EC-CUBEのカスタマイズに特化した「EC救部隊」の運営やECサイトの表示速度を高速化する「EC-BOOST」の提供等も行っている。また、取締役の末光は企業向けに、EC-CUBE店舗主向けのセミナー活動も行っている。